# ピラニ真空計
ピラニ真空計（ピラニしんくうけい）は電気抵抗型の真空計である。
細い白金線に電流を流しておき、気体分子の衝突によって奪われる熱を白金線の抵抗値の変化によるブリッジ回路に流れる電流値として測定すれば、間接的に気体の圧力を測定したことになる。回路の方式としては圧力が変化したときに白金線の温度が一定になるように制御する定温度制御と電流が一定になるように制御する定電流制御があるが、定温度型制御のほうが白金線に負担がかからないため普及している。
測定範囲は0.1Pa–2kPa程度であるが、大気に開放しても白金線は損傷することはないものが多い。他の多くの真空計と同じく圧力の間接測定法であるため気体の種類によっては測定値に誤差を生むことに注意を要する。